# Coopérative de reconstruction de Reims
 (mai 2024).
La mise en forme du texte ne suit pas les recommandations de Wikipédia : il faut le « wikifier ».
Les points d'amélioration suivants sont les cas les plus fréquents :
- Les titres sont pré-formatés par le logiciel. Ils ne sont ni en capitales, ni en gras.
- Le texte ne doit pas être écrit en capitales (les noms de famille non plus), ni en gras, ni en italique, ni en « petit »…
- Le gras n'est utilisé que pour surligner le titre de l'article dans l'introduction, une seule fois.
- L'italique est rarement utilisé : mots en langue étrangère, titres d'œuvres, noms de bateaux, etc.
- Les citations ne sont pas en italique mais en corps de texte normal. Elles sont entourées par des guillemets français : « et ».
- Les listes à puces sont à éviter, des paragraphes rédigés étant largement préférés. Les tableaux sont à réserver à la présentation de données structurées (résultats, etc.).
- Les appels de note de bas de page (petits chiffres en exposant, introduits par l'outil «  Source ») sont à placer entre la fin de phrase et le point final[comme ça].
- Les liens internes (vers d'autres articles de Wikipédia) sont à choisir avec parcimonie. Créez des liens vers des articles approfondissant le sujet. Les termes génériques sans rapport avec le sujet sont à éviter, ainsi que les répétitions de liens vers un même terme.
- Les liens externes sont à placer uniquement dans une section « Liens externes », à la fin de l'article. Ces liens sont à choisir avec parcimonie suivant les règles définies. Si un lien sert de source à l'article, son insertion dans le texte est à faire par les notes de bas de page.
- La présentation des références doit suivre les conventions bibliographiques. Il est recommandé d'utiliser les modèles {{Ouvrage}}, {{Chapitre}}, {{Article}}, {{Lien web}} et/ou {{Bibliographie}}. Le mode d'édition visuel peut mettre en forme automatiquement les références.
- Insérer une infobox (cadre d'informations à droite) n'est pas obligatoire pour parachever la mise en page.

Pour une aide détaillée, merci de consulter Aide:Wikification.
Si vous pensez que ces points ont été résolus, vous pouvez retirer ce bandeau et améliorer la mise en forme d'un autre article.
Les Coopératives de Reconstruction de Reims sont des regroupements réalisés à partir de 1915 pour aider les adhérents à présenter leur dossier de dommages de guerre et à réaliser les démarches relatives à la reconstruction de leur bien s’ils souhaitent reconstruire.
Les personnes qui ne souhaitent pas adhérer aux coopératives sont dites « isolées » dans la littérature de l’époque.

## Contexte
Près de 70% des constructions immobilières de Reims sont détruites à la sortie de la guerre 14-18.
Les dossiers de demande de dommages de guerre sont soumis à un architecte chargé de la reconstruction. Ils doivent être accompagnés de devis d’entrepreneurs. À noter qu'à l'époque, si deux écoles s'affrontent, la "reconstitution" et la "reconstruction", il apparaît qu'à Reims au vu des bâtiments, la reconstruction soit la pensée dominante.

## Les acteurs de la reconstruction
- Le ministère des Régions libérées. Il a été créé en 1917,
- Les préfectures et leurs services de reconstitution des régions libérées,
- Les architectes chargé de la reconstruction,
- Les Coopératives de Reconstruction.

## Fonctionnement des coopératives
Les coopératives de reconstruction sont délégataires de la gestion des droits et des indemnités. Elles ont pour missions de surveiller et de payer les travaux. Elles bénéficient de l’attribution d’un fonds de roulement de l’État.

## Financement des coopératives
Les ressources des coopératives proviennent de subventions d’État, des versements à titre d’avance des adhérents, des avances remboursables de l’État et des dons et legs.

## Liste des Coopérative de Reconstruction

### Société Générale Coopérative de Reconstruction de Reims (S.G.C.R.R.)
La Société Générale Coopérative de Reconstruction de Reims est la plus importante avec plus de 3000 adhérents.
Marie Charles Jean Melchior de Polignac était le président de cette coopérative à partir de 1919.

### Société Coopérative de Reconstruction Subé à Reims
Elle a été dirigée par les architectes Pinard et Morice, auquel a succédé Jules-Michel Gaislin.
Un passage couvert et piétons est construit entre la Place d’Erlon, et la rue de Talleyrand, la rue de l’Étape et la rue Condorcet.
Le passage est innovant par rapport au contexte. En effet la reconstruction de Reims concerne un nombre très important de dossiers de dommages de guerre.
Le remembrement est encouragé mais peu de projets comportent des remaniements cadastraux.
La construction du passage couvert réalisé par la Coopérative Subé est un ces rares projets .

### Le groupement pour la Reconstruction Immobilier de Reims
Cette Coopérative de Reconstruction de Reims regroupait près de 1000 sinistrés. Elle a été dissoute en 1933.

### La Rémoise
Elle a été dirigée par l’architecte Louis Beslier.

## Base réglementaire
- Le gel des loyers, décidé le 9 mars 1918.
- Loi du 17 avril 1919 sur la réparation des dommages de guerre : elle reconnaît le droit individuel à la réparation des dommages causés aux biens par le déroulement de la guerre,
- La loi du 19 avril 1919 promulgue la charte des sinistrés,
- Loi Cornudet (14 mars 1919) : création des plans d’embellissement, d’aménagement et d’extension des villes,
- Décret du 6 août 1919 : le préfet reçoit autorité vis-à-vis des différents organismes du département chargés de la reconstruction,
- Loi du 15 août 1920 : constitution des sociétés coopératives de construction chargées de précéder aux opérations relatives à la reconstitution immobilière,
- Loi du 15 août 1920 : mise en place d'un cadre législatif précis pour les sociétés coopératives.

## Les plaques de la reconstruction de Reims
Elles de deux types. Le premier type correspond aux plaques originelles qui sont d’inscription bleue sur fond blanc.
En 1988, la ville de Reims a fait produire, pour le soixantième anniversaire de la reconstruction, des plaques avec l’inscription en rouge sur fond blanc du nom des architectes et la date de réalisation apposées sur des immeubles neufs réalisés avec des façades conservées ou restaurées.

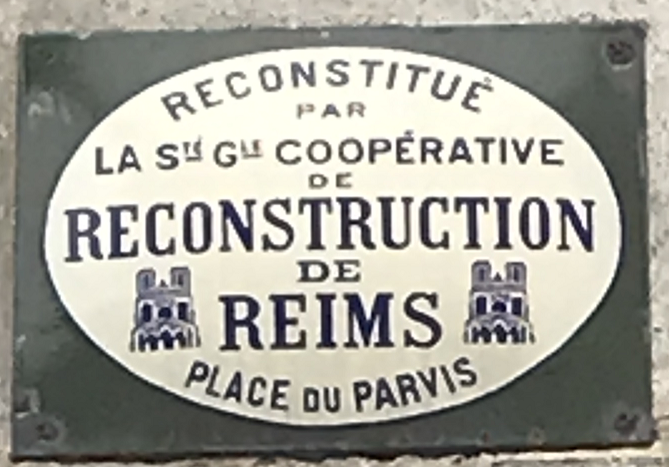
Plaque historique.
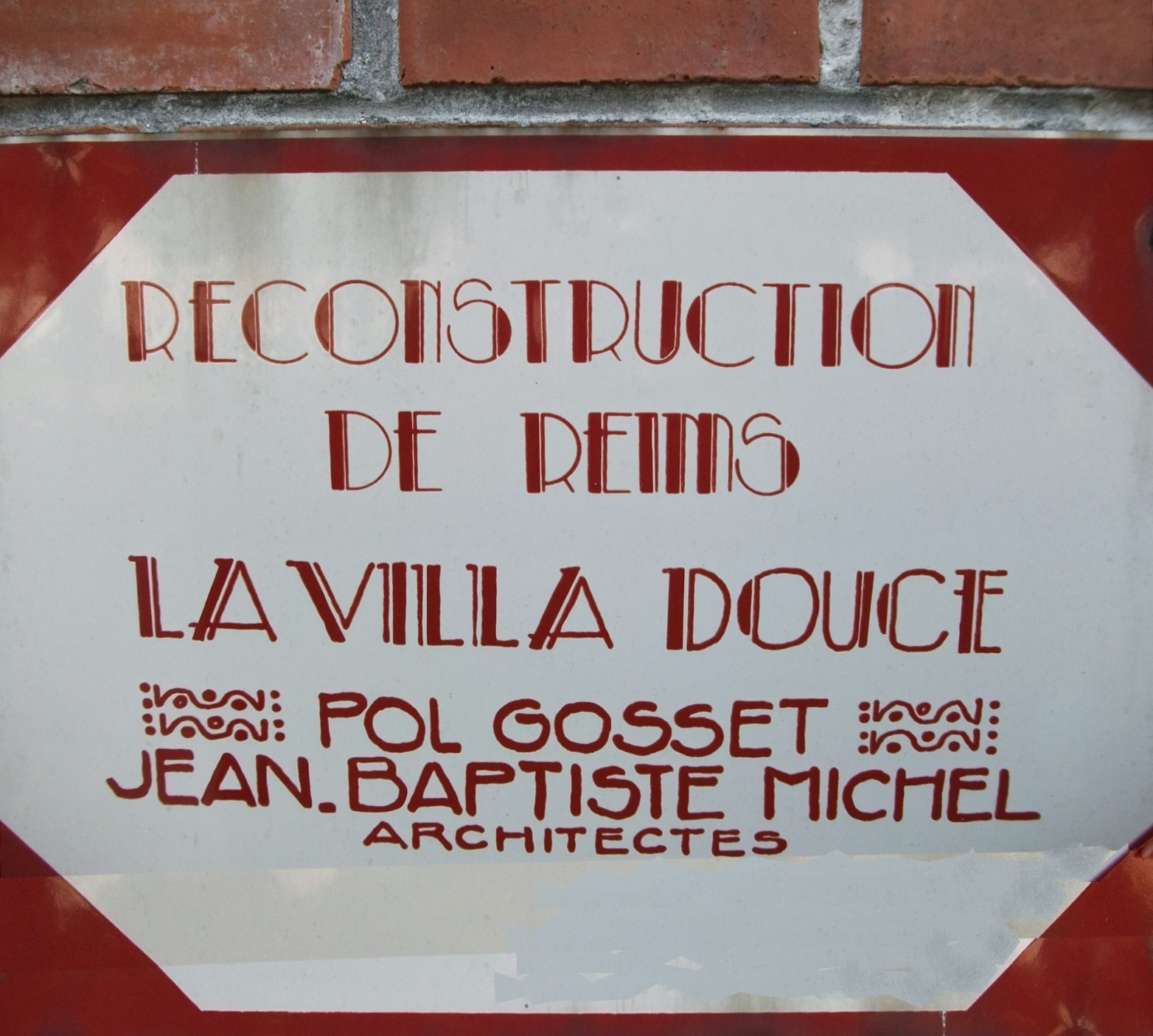
Plaque de la ville de Reims.

## Les bâtiments porteurs de la plaque de Reims
- Villa Douce,
- Hôpital Maison-Blanche (Reims),
- Cinéma-opéra (Reims)
- Église Saint-Nicaise de Reims
- Hôtel de ville de Reims,
- Hôtel de la Mutualité de Reims,

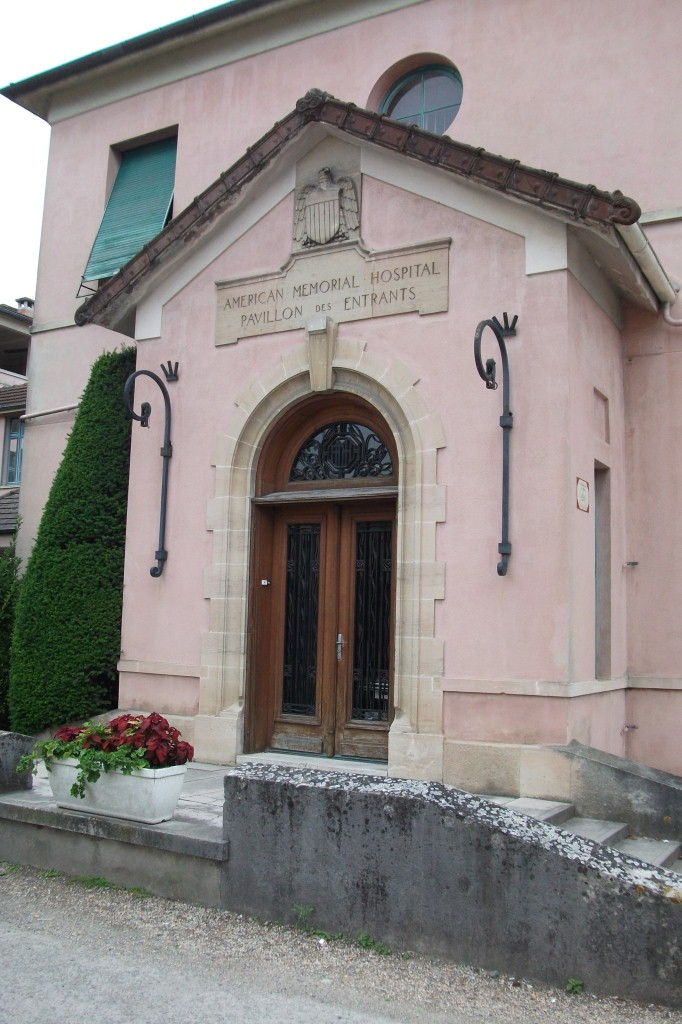
L'entrée de l'Hôpital américain de Reims avec sa plaque sur la droite du porche.

- Au n° 40 rue Voltaire à Reims, immeuble d'Émile Thion et de Michel Rousseau,
- Bibliothèque Carnegie (Reims),
- immeuble à l'image st-Pierre-le-Vieil,
- Familistère des Docks rémois,
- Piscine du Tennis-Club,
- Au n° 22 rue Cormeaux, Immeuble de Jacques Rapin,
- Immeuble au 3 rue de la Paix